# Complesso del Macello
Il complesso del Macello è una serie di edifici situati al margine del centro storico di Verona, tra l'omonima via e il fiume Adige. Sorto nella seconda metà dell'Ottocento per ospitare il mattatoio pubblico, è stato successivamente riadattato all'attività commerciale e artigianale.

## Storia e descrizione
Intorno alla metà del Settecento l'amministrazione cittadina decise di individuare un unico luogo da adibire alla macellazione e allo smercio delle carni, principalmente per motivi di igiene pubblica, di efficienza e funzionalità. Il primo edificio dedicato a questa attività venne realizzato nel 1768 nelle vicinanze di ponte Nuovo, in via Sottoriva, dove il mattatoio rimase attivo per quasi un secolo. Intorno alla metà dell'Ottocento, infatti, l'edificio era divenuto ormai inadeguato sia per dimensioni sia a causa della sua vicinanza alle abitazioni civili, pertanto le autorità locali decisero di prodigarsi alla ricerca di un nuovo spazio.
Era necessario che il sito fosse lontano dalle abitazioni, ben ventilato e facilmente approvvigionabile d'acqua corrente, caratteristiche che furono riscontrate nell'area in cui sorgeva un altro impianto pubblico, in precedenza destinato alla quarantena delle merci. Tale complesso era divenuto ormai inutile in quanto era stata costruita la dogana di San Fermo per rimpiazzarlo; gli edifici che lo componevano furono pertanto progressivamente abbandonati, finché nel 1803 passarono all'amministrazione militare del regno Lombardo-Veneto, che li destinò a caserma.

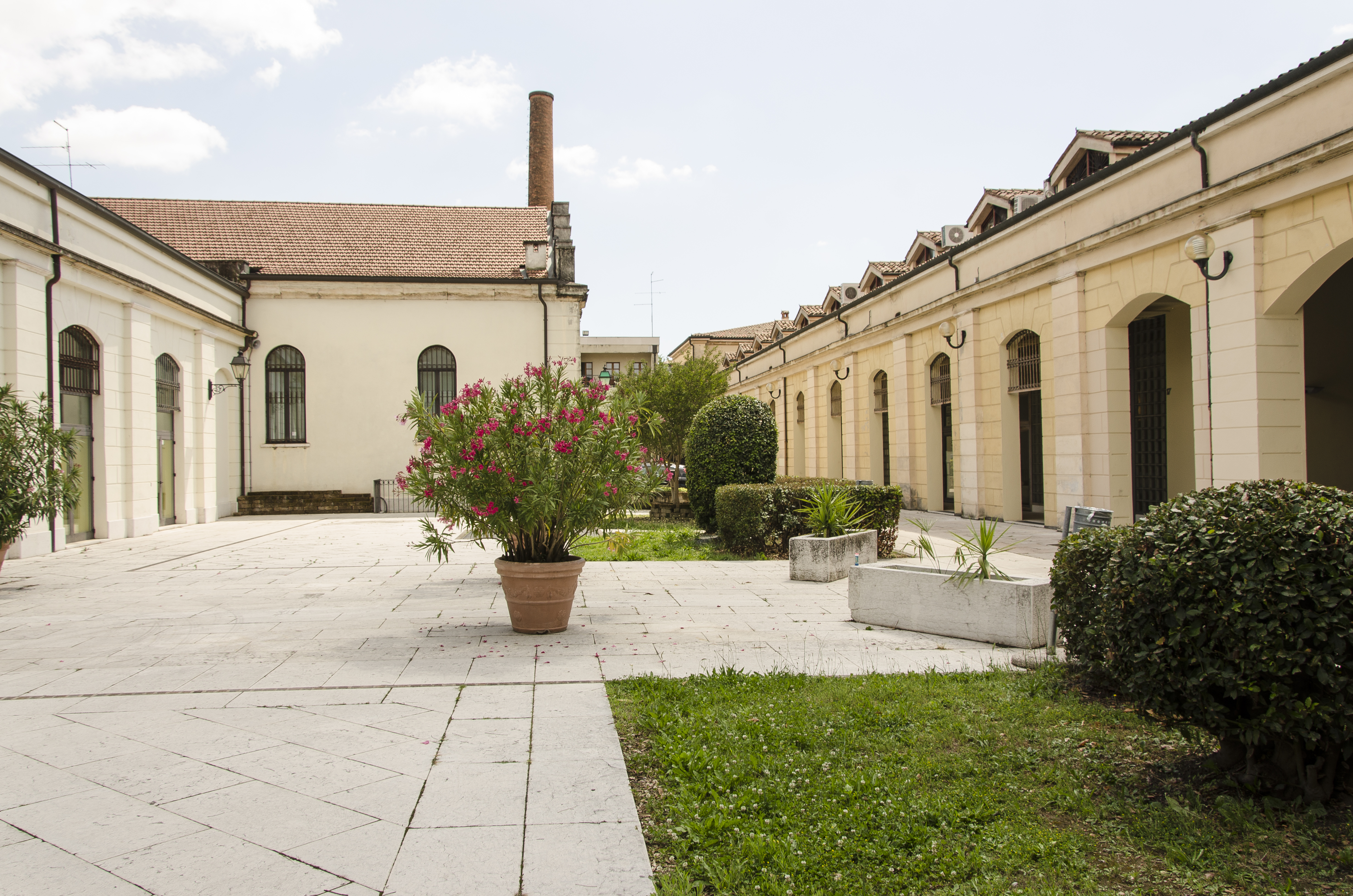
Il cortile interno del complesso

L'intero complesso fu ceduto dall'esercito al Comune di Verona il 31 marzo 1853 e la progettazione per il riadattamento a mattatoio subito affidata all'ingegnere comunale Enrico Storari. La sua proposta non previde la demolizione completa degli antichi edifici quanto piuttosto una loro ristrutturazione, sia degli ambienti interni che degli esterni. In particolare Storari, sembra coadiuvato dal più illustre architetto Giacomo Franco, pose grande attenzione alla progettazione e realizzazione della facciata lungo via Filippini, la quale venne invece realizzata ex novo secondo i modelli dell'architettura neoclassica. Questa era stata ripartita in un corpo centrale, dove si trovavano due ingressi e gli spazi del custode, e due ali laterali: nella porzione centrale emergono delle cariatidi a forma di bovini inginocchiati, che sostengono un fregio continuo composto da una serie di teste bovine su cui, infine, si imposta il timpano. Gli edifici del complesso furono strutturati in modo da accogliere separatamente i vari tipi di animali, disponendo razionalmente gli spazi e cercando di raggiungere le migliori condizioni igienico-sanitarie possibili, mediante un'idonea scelta di materiali (rivestendo pavimenti e muri in marmo) e dettagli esecutivi (per esempio inclinando leggermente i pavimenti in modo da favorire le operazioni di pulizia degli ambienti).
I lavori iniziarono tra il maggio e il giugno del 1856 e furono terminati in due anni, anche se controlli e collaudi fecero slittare l'inaugurazione del nuovo macello all'ottobre 1860. Inoltre, tra il 1862 e il 1868 l'ingegner Storari progettò e diresse la costruzione di un ulteriore edificio che fu adibito ad abitazione del veterinario provinciale e, nel 1866, nel complesso fu trasferita anche la "tripperia", che fino a quel momento era rimasta in via Sottoriva, troppo vicina alle abitazioni civili.
La terribile inondazione di Verona del 1882 portò le autorità cittadine ad approvare la costruzione dei muraglioni a protezione della città, intervento che però rese necessaria la sistemazione della facciata del macello prospiciente il fiume. Con l'occasione, tra il 1888 e il 1898, si decise da ampliare ulteriormente il complesso e di modernizzarlo, viste le mutate esigenze di carattere igienico-sanitario. Per ottenere nuovo spazio fu purtroppo necessario demolire la chiesa di San Fermo Minore, meglio conosciuta con il nome di chiesa del Crocefisso, edificata sulla riva dell'Adige nel punto in cui, secondo la tradizione, i due martiri veronesi Fermo e Rustico furono decapitati. I lavori previdero l'edificazione del grande capannone trasversale e di due palazzine poste a far da nuovo ingresso alla struttura, lungo il lato di ponte Aleardi. Infine, nel 1966 il macello venne abbandonato, quindi una delle due palazzine demolita e il complesso riadattato all'uso civile e commerciale.